# Suite (Segers)
Suite is een compositie voor harmonieorkest, fanfare of brassband Belgische componist Jan Segers. Het werk behaalde de prijs van de provincie Antwerpen op een compositiewedstrijd. Het was een verplicht werk op verschillende wedstrijden in binnen- en buitenland. 